# Arctic Bay Airport
Arctic Bay Airport (franska: Aéroport d'Arctic Bay) är en flygplats i Kanada.   Den ligger i territoriet Nunavut, i den nordöstra delen av landet, 3 100 km norr om huvudstaden Ottawa. Arctic Bay Airport ligger 196 meter över havet.
Terrängen runt Arctic Bay Airport är kuperad. Havet är nära Arctic Bay Airport åt sydväst. Trakten är glest befolkad. Närmaste större samhälle är Arctic Bay, 5,2 km nordväst om Arctic Bay Airport.